# 天主教奧韋拉教區
天主教奧韋拉教區（拉丁語：Dioecesis Oberensis）是阿根廷一個羅馬天主教教區，屬科連特斯總教區。
教區成立於2009年6月13日，包括米西奧內斯省中部五縣。2009年有教友200,000人（佔轄區總人口74.1%）、十七個堂區、廿七名司鐸。現任教區主教為達彌盎·聖地牙哥·比塔爾。